# Il signore a doppio petto
Il signore a doppio petto  è un film del 1941 diretto da Flavio Calzavara.

## Produzione
Prodotto da Renato Cogliati Dezza, girato a Cinecittà il film uscì nelle sale il 13 marzo 1941.

## Accoglienza

### Critica
Osvaldo Scaccia, nel periodico Film del 20 settembre 1941, « Il signore a doppio petto, è a doppio petto a causa di una anomalia fisica. Il cuore spostato verso destra provoca in lui spiacevoli fenomeni di filantropia. Un'operazione lo fa diventare normale, con grande sollievo degli spettatori, ai quali l'eccessiva bontà di Tofano comincia a dare sui nervi. Il soggetto è pieno di buone intenzioni ma, in pratica, risulta piuttosto vuoto e inconsistente. Un'intelligente novella, ma non un soggetto per film. Sergio Tofano è troppo monotono e stucchevole, nella sua smorta bontà..»